# Evan Roe
Evan Christopher Roe (Seattle, Washington, 9 de febrero de 2000)es un actor estadounidense.

## Biografía
Roe nació en Seattle y creció en San Diego y la ciudad de Nueva York. Asistió a la Universidad de Nueva York, donde se graduó en 2022.

## Carrera
De 2014 a 2019, Roe interpretó a Jason McCord, el hijo de la secretaria de Estado Elizabeth McCord, en Madam Secretary. En el 2019 apareció en la película Selah and the Spades.
Roe aparecerá en la próxima serie limitada de Netflix, A Man in Full.

### Cine
| Año  | Título               | Role    | Notas |
| ---- | -------------------- | ------- | ----- |
| 2016 | Time Toys            | Bryce   |       |
| 2019 | Selah and the Spades | Two Tom |       |

### Televisión
| Año       | Título          | Role         |
| --------- | --------------- | ------------ |
| 2012      | Jessie          | Billy        |
| 2014      | Sam & Cat       | Trey         |
| 2014      | Saint George    | Archie       |
| 2014-2019 | Madam Secretary | Jason McCord |
| ?         | A Man in Full   | Wally Croker |